# 壶口瀑布
36°08′56″N 110°26′38″E / 36.14883°N 110.44394°E

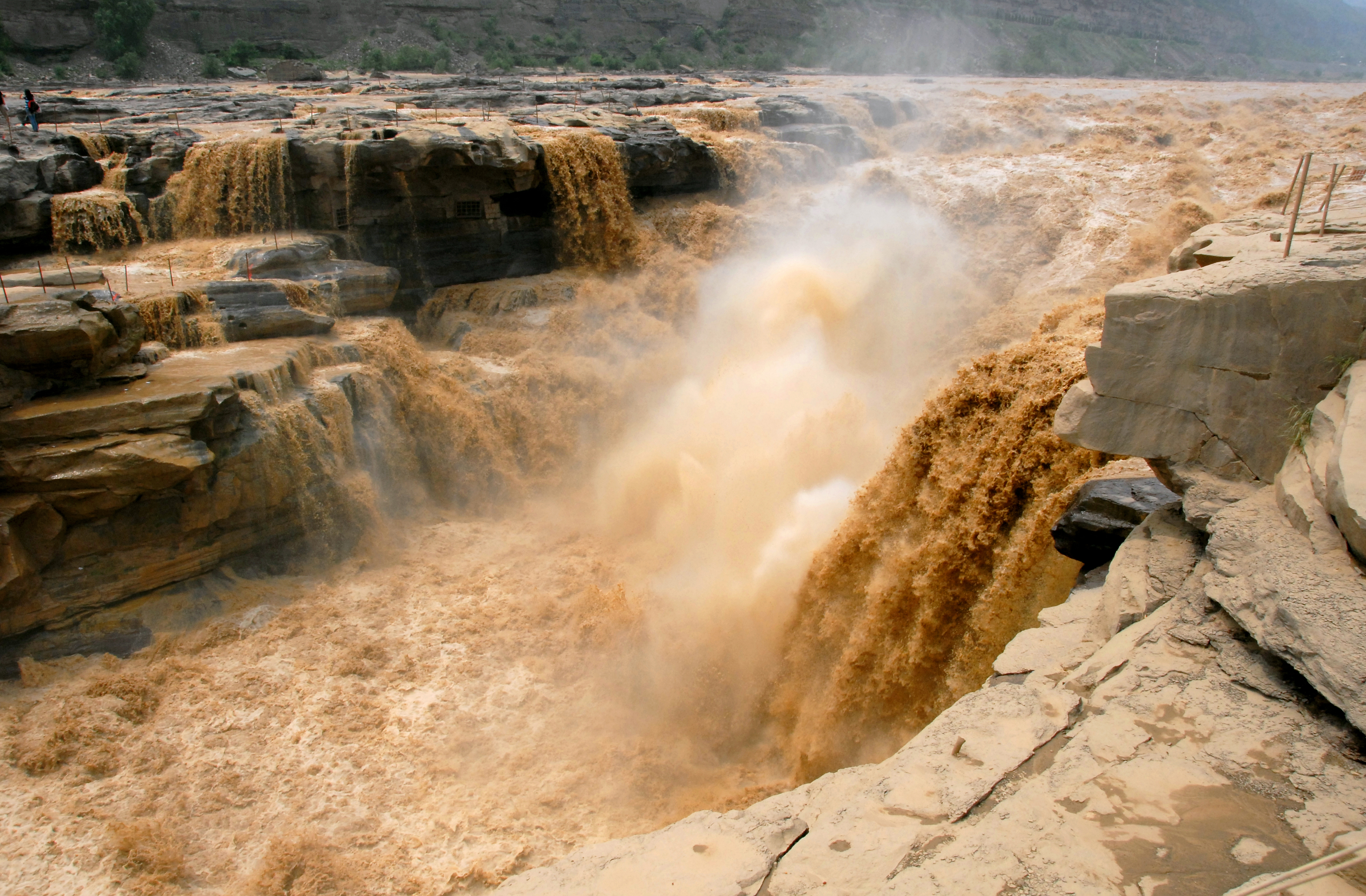
2008年的壶口瀑布

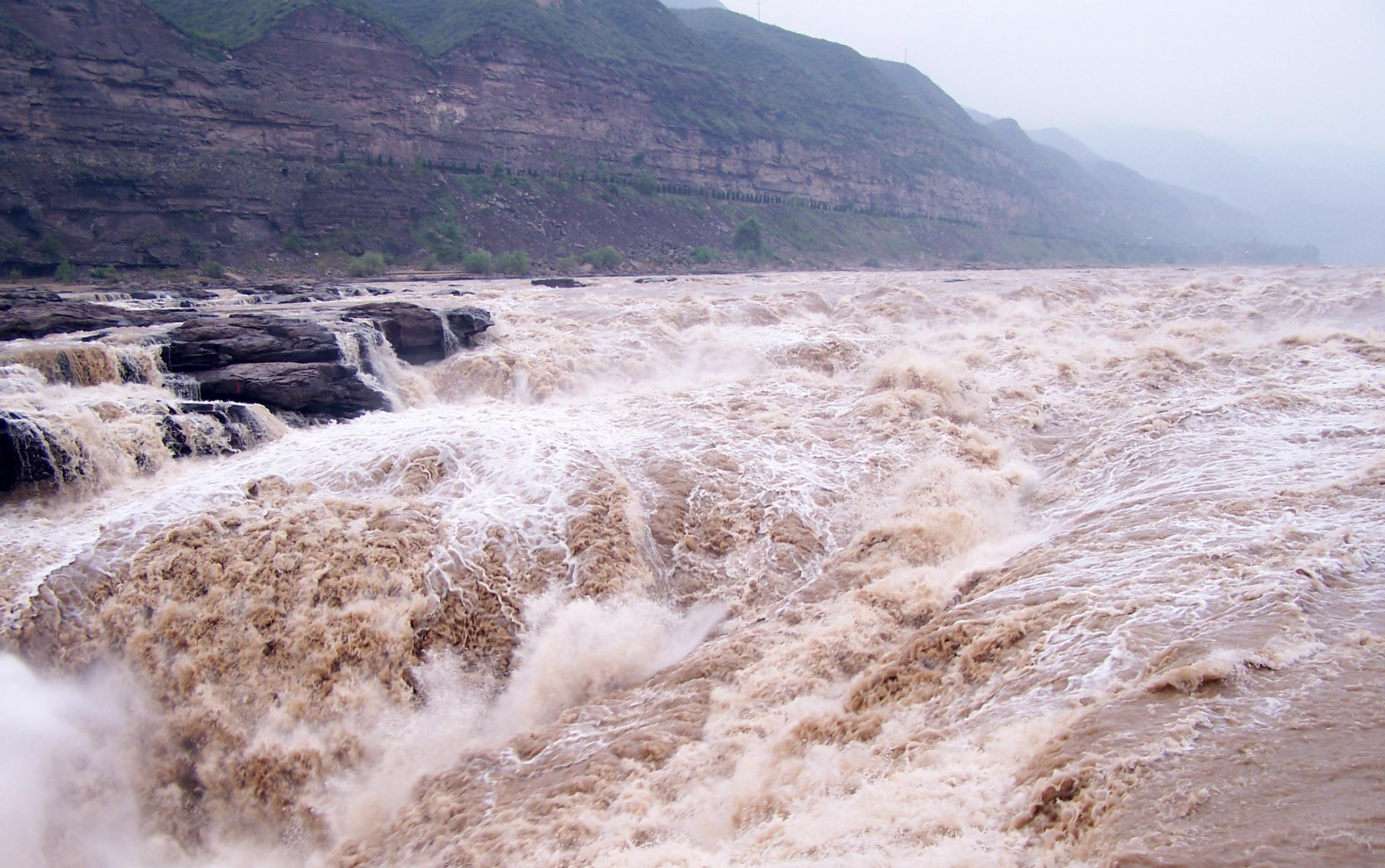
2005年的壶口瀑布

壶口瀑布是黄河中游流经晋陕大峡谷时形成的一个天然瀑布。 东为吕梁山脉南端的火焰山，临山西省临汾市吉县；西为黄龙山，临陕西省延安市宜川县壶口乡，距吉县县城西南约25公里。瀑布宽达30米，深约50米，最大瀑面為3万平方米。与属于珠江水系位于中越边界的德天瀑布、贵州省黄果树瀑布等同为中国著名瀑布。
滚滚黄河奔流至此，500余米宽的洪流骤然被两岸所束缚，上宽下窄，在50米的落差中翻腾倾涌，声势如同在巨大无比的壶中倾出，河口收束狭如壶口，故名“壶口瀑布”。中国古籍尚书《禹贡》曰“盖河漩涡，如一壶然”。两大著名奇景“旱地行船”和“水里冒烟”，更是罕见。亚洲飞人柯受良和吉县飞人朱朝晖先后驾驶汽车和摩托车成功飞越黄河壶口瀑布景区。2006年9月5日，壶口瀑布国家地质公园正式揭碑开园。

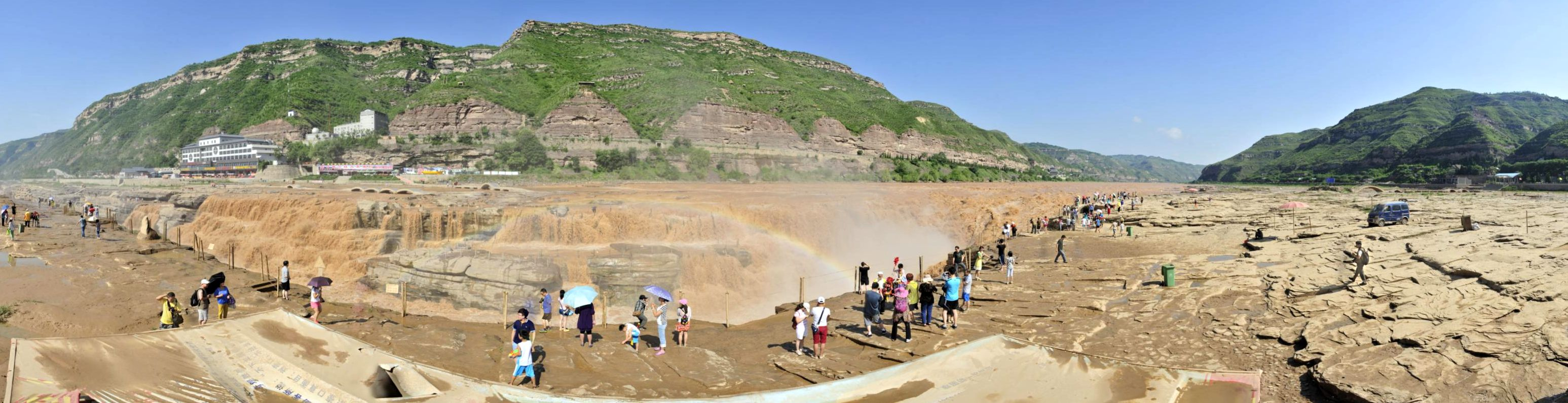
2014年7月，壶口瀑布

黄河壶口瀑布位于山西省临汾市吉县西部南村坡下，地理位置为北纬36°8′10″，东经110°26′40″，海拔448.1米。以壶口瀑布为中心，北至马粪滩，南至小船窝，西至峡谷地域，东至人祖山，总面积100平方千米。
壶口瀑布所处地区平均海拔高度958.6米，气候属高原大陆性中温带-暖温带季风气候，北部属半干旱地区，南部属半湿润地区，南北差异显著。壶口瀑布年平均气温9.9℃，四季分明，冬季寒冷、时间最长，从10月17日入冬，4月4日才会入春，长达170天，最冷的1月，平均最高气温只有2.2℃，平均最低气温达到-11℃，历史上曾出现过最寒冷的一天气温低至-25.4℃。冬春雨雪少，易旱且有风沙、寒潮侵袭，气象灾害频繁，12月到2月各月平均降水总量只有3～5毫米。夏秋温凉多雨，常年6月26日入夏，8月14日入秋，6～9月一年中降水最多时段，7、8月最多，降水总量达到100多毫米，也多暴雨、冰雹出现。一年中最热时期，平均最高气温在28.9℃，曾经出现的极端最高气温为39.7℃，年高温日数最多有18天，连续高温最长天数是8天。日照充足，年变化量不大，各月的每天日照时数都能达到6～8个小时。平均早霜始于十月中旬，晚霜终于四月上旬，无霜期152天。